# Jesper Friis
Jesper Friis (genannt Der Schwarze) (* 29. September 1673; † 3. März 1716 vor Stralsund) war ein königlich dänischer Oberst und zuletzt Chef des Fühnischen Infanterie-Regiments; er war Erbherr von Örbaecklunde.

## Karriere
Friis wurde am 1. August 1700 Hauptmann des Marine-Grenadier-Regiments. Am 5. März 1703 kam er als Hauptmann in die Leibgarde zu Fuß und 1707 wurde er Kammerjunker. Am 26. Februar 1708 wurde er Seconde-Major und am 10. Dezember 1709 Premier-Major. Er kämpfte am 19. März 1710 in der Schlacht bei Helsingborg; dort wurde er verwundet und gefangen genommen. Später wurde er gegen den General Jakob Burenskjöld ausgetauscht, das Lösegeld betrug 250 holländische Florinen.
Friis erhielt danach den Charakter eines Obersten und kam am 29. April 1710 zum Gardebataillon, das während des Spanischen Erbfolgekriegs nach Brabant in englisch-holländischen Sold geschickt wurde. Am 26. Januar 1711 wurde er wirklicher Oberst und Chef des Riberstift National Infanterie-Regiments. Am 20. April 1711 wurde er Chef des 4. dänischen Infanterie-Regiments und am 20. September 1713 Chef des Fühnischen Infanterie-Regiments. Er fiel am 3. März 1716 bei den Kämpfen vor Stralsund. Er war der letzte der Friis aus der Linie Hasselager.

## Familie
Er war mit Marie Svane (* 29. März 1698; † 5. Dezember 1772) verheiratet. Sie war die Tochter des Jägermeisters Frederick Svane (1662–1730) und der Anna Margarete Vibe (1673–1721). Nach dem Tod ihres Mannes heiratet die Witwe den Geheimrat Frederik von Oertzen (* 1. Juli 1712; † 28. September 1779).

## Bemerkungen
1. ↑  
Der General wurde gegen mehrere Offiziere ausgetauscht so war z. B. auch der spätere General Andreas Augustin von der Lühe bei diesem Kontingent

| Personendaten    | Personendaten                                                                  |
| ---------------- | ------------------------------------------------------------------------------ |
| NAME             | Friis, Jesper                                                                  |
| ALTERNATIVNAMEN  | Der Schwarze (Spitzname)                                                       |
| KURZBESCHREIBUNG | königlich dänischer Oberst und zuletzt Chef des Fühnischen Infanterie-Regiment |
| GEBURTSDATUM     | 29. September 1673                                                             |
| STERBEDATUM      | 3. März 1716                                                                   |
| STERBEORT        | vor Stralsund                                                                  |